# Forêt de Boserup
La forêt de Boserup est une forêt située à 3-4 km de Roskilde. La forêt est protégée et borde le fjord de Roskilde.

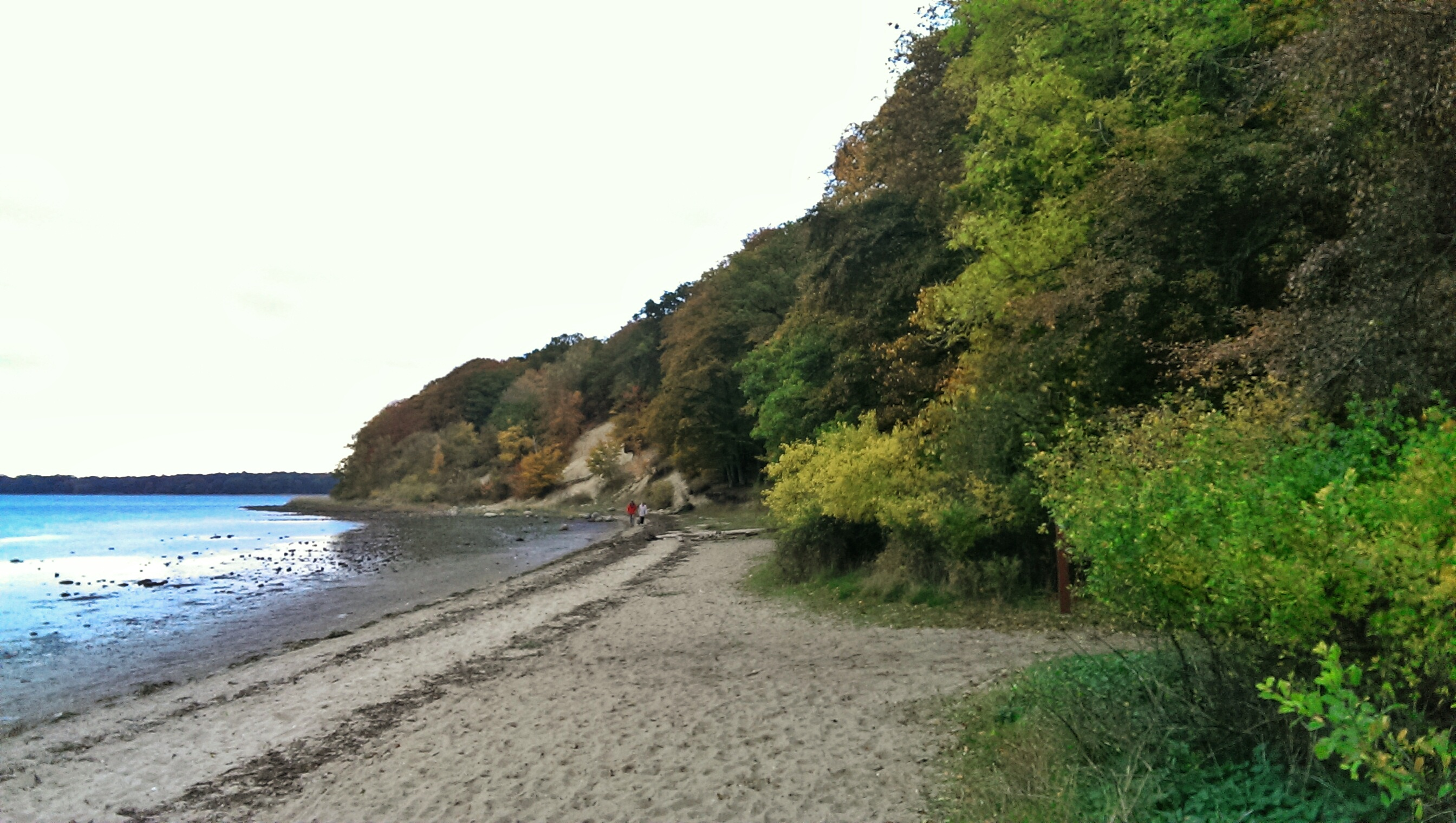
Forêt de Boserup, Roskilde

La forêt a une surface de 224 hectares et est traversée par un itinéraire balisé d'une longueur d'environ 5 km. La majorité de la forêt est recouverte d'arbres à feuilles caduques.
La forêt de Boserup est l'une des 20 forêts les plus visitées du pays et est administrée par Naturstyrelsen Vestsjælland.
Au centre de la forêt de Boserup se trouve Boserupgård Naturcenter, un centre naturel administré par la commune de Roskilde. En dehors des événements publics, du service scolaire et autres tâches de communication, le centre naturel administre également un jardin de thé et les gardes forestiers.
Jörmungand est constitué par 300 m de troncs d'arbres, de souches et de pierre. Il serpente à travers la forêt jusqu'à la baie de Kattinge. Petits et grands peuvent le parcourir tout au long de l'eau, jouer au "sol est fait de lave" et relever d'autres défis.

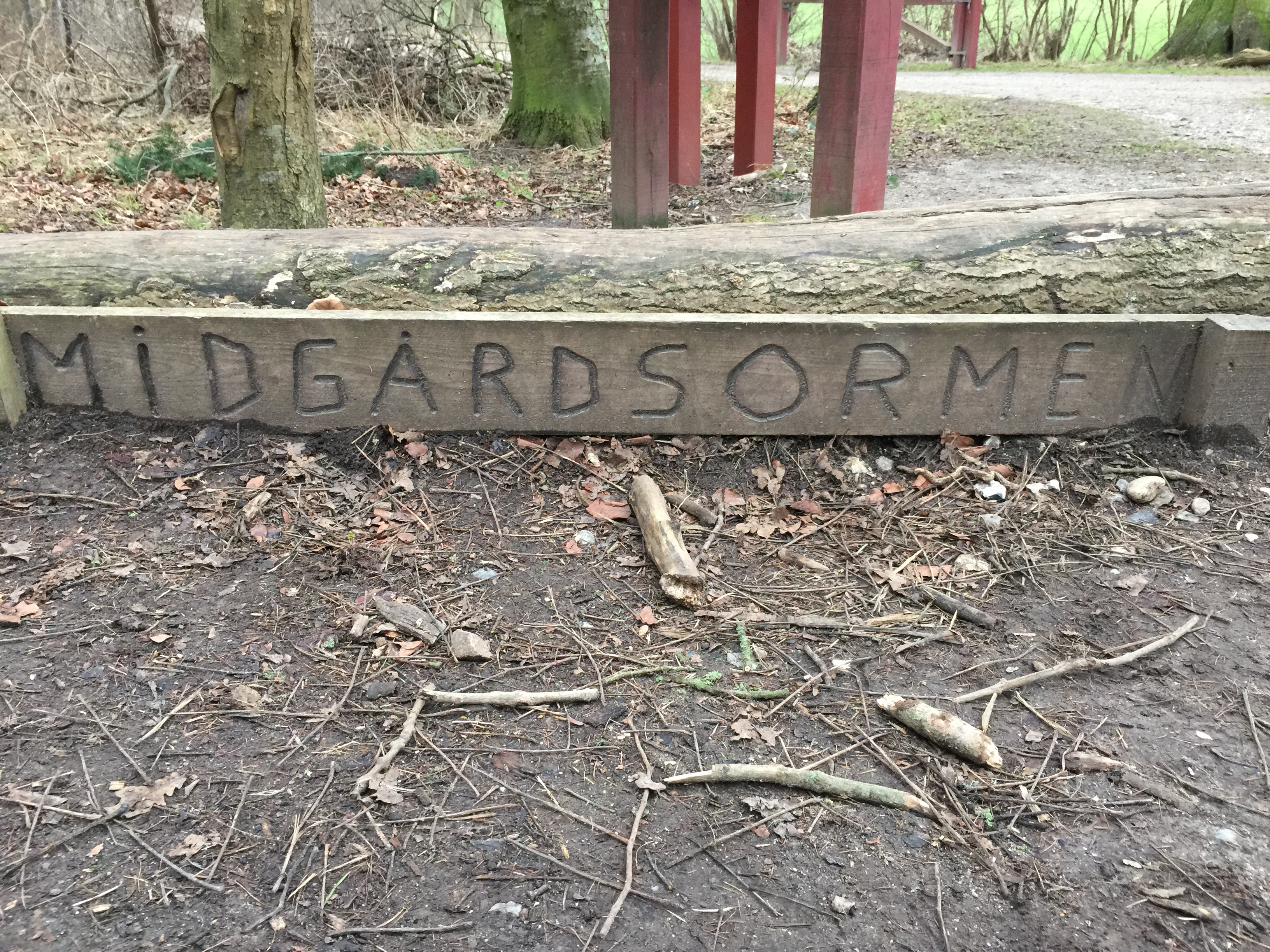
Jörmungand
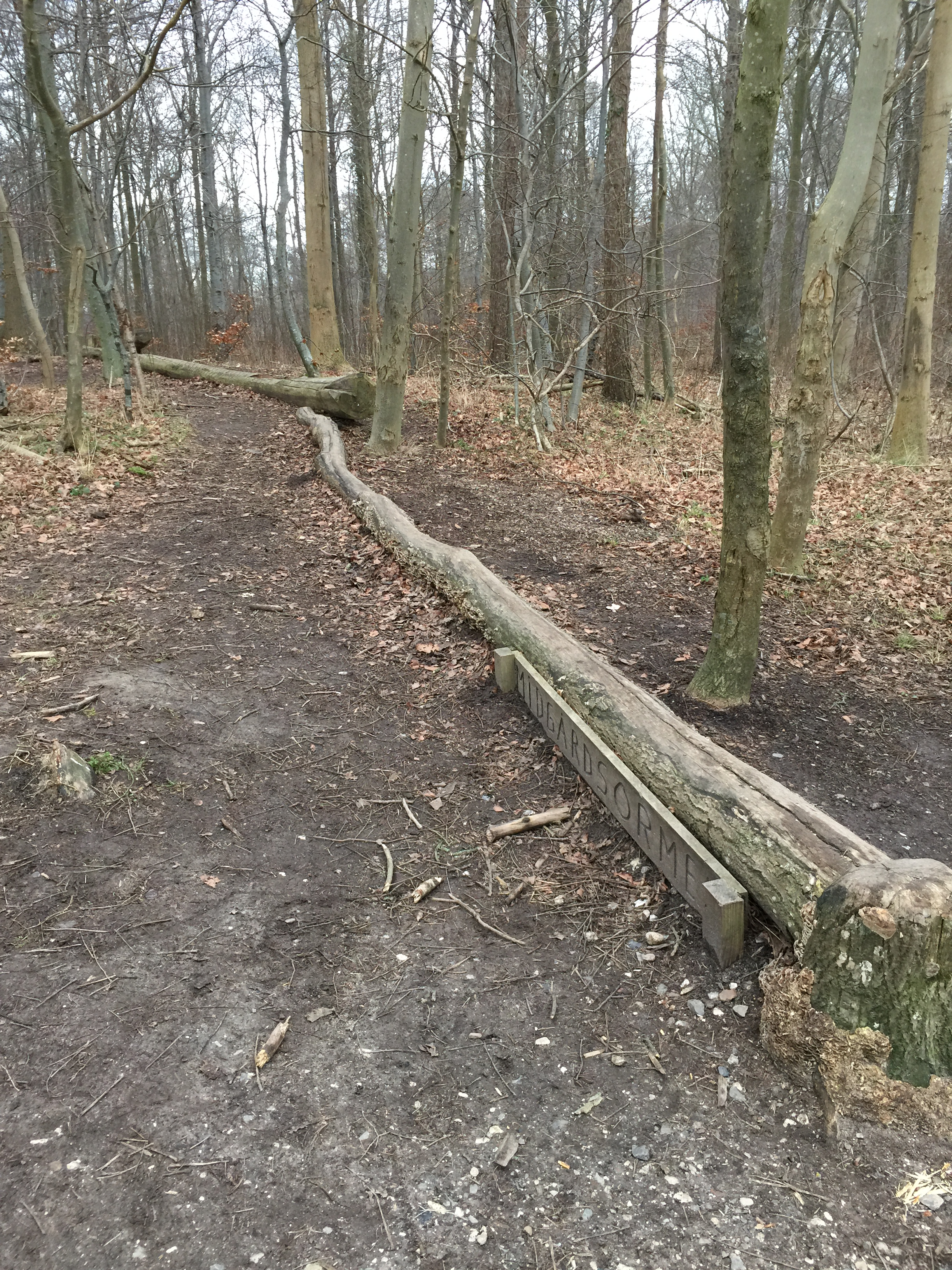
Jörmungand

## Sources
- Boserup Skov, Skov- og naturstyrelsen, vandreture i statsskovene nr. 105.
- Boserupgård Naturcenter.